# Foreign Agents Registration Act
Foreign Agents Registration Act (FARA ; v překladu česky Zákon o registraci zahraničních agentů je zákon Spojených států přijatý v roce 1938. Vyžaduje, aby se osoby, které se zabývají politickými nebo semipolitickými (ekonomickými) aktivitami pro zahraniční subjekty ve Spojených státech, registrovaly jako zahraniční agent.
Zákon byl zprvu namířen proti propagandě německé 3. říše. V roce 1966 byl zákon revidován tak, aby zahrnoval agenty, kteří skutečně pracovali pro ekonomický nebo politický prospěch cizí mocnosti a snažili se ovlivňovat vládní rozhodnutí. Pozornost se přesunula od propagandy k politickému lobbingu a omezila termín „zahraniční agent“. Od té doby může být organizace nebo osoba stíhána na základě FARA pouze tehdy, pokud vláda může prokázat, že skutečně jedná „na příkaz, žádost nebo pod vedením či kontrolou zahraničního zmocnitele“ a může prokázat, že se „zapojuje do politických aktivit pro takového zahraničního zmocnitele nebo v jeho zájmu“, včetně „zastupování zájmů takového zahraničního zmocnitele před jakoukoli agenturou nebo úředníkem vlády Spojených států“.
Tato změna zvýšila důkazní břemeno vlády; Od roku 1966 tak vláda nepodnikla na základě FARA žádné právní kroky. Byl vydán občanskoprávní soudní příkaz, který umožnil ministerstvu spravedlnosti varovat jednotlivce a instituce před možným porušením tohoto zákona, aby se podpořilo jeho dobrovolné dodržování v případě, že by k porušení mohlo dojít.
FARA je stále v platnosti (2025). Porušení zákona se trestá maximálně 5 lety vězení a/nebo maximální pokutou 10 000 USD.